# NASCAR Winston Cup de 1975
A Temporada da NASCAR Winston Cup de 1975 foi a 27º edição da Nascar, com 30 etapas disputadas o campeão foi Richard Petty.

## Calendário
| N. | Data   | Corrida                 | Circuito                        | Campeão         | Segundo         | Terceiro        |
| 1  | 19-jan | Winston Western 500     | Riverside International Raceway | Bobby Allison   | David Pearson   | Cecil Gordon    |
| 2  | 16-feb | Daytona 500             | Daytona International Speedway  | Benny Parsons   | Bobby Allison   | Cale Yarborough |
| 3  | 23-feb | Richmond 400            | Richmond International Raceway  | Richard Petty   | Lennie Pond     | Benny Parsons   |
| 4  | 2-mrt  | Carolina 500            | Rockingham Speedway             | Cale Yarborough | David Pearson   | Richard Petty   |
| 5  | 16-mrt | Southeastern 400        | Bristol Motor Speedway          | Richard Petty   | Benny Parsons   | Buddy Baker     |
| 6  | 23-mrt | Atlanta 500             | Atlanta Motor Speedway          | Richard Petty   | Buddy Baker     | David Pearson   |
| 7  | 6-apr  | Gwyn Staley 400         | North Wilkesboro Speedway       | Richard Petty   | Cale Yarborough | Buddy Baker     |
| 8  | 13-apr | Rebel 500               | Darlington Raceway              | Bobby Allison   | Darrell Waltrip | Donnie Allison  |
| 9  | 27-apr | Virginia 500            | Martinsville Speedway           | Richard Petty   | Darrell Waltrip | Cale Yarborough |
| 10 | 4-mei  | Winston 500             | Talladega Superspeedway         | Buddy Baker     | David Pearson   | Dick Brooks     |
| 11 | 10-mei | Music City USA 420      | Music City Motorplex            | Darrell Waltrip | Benny Parsons   | Coo Coo Marlin  |
| 12 | 18-mei | Mason-Dixon 500         | Dover International Speedway    | David Pearson   | Cecil Gordon    | Richard Petty   |
| 13 | 25-mei | World 600               | Charlotte Motor Speedway        | Richard Petty   | Cale Yarborough | David Pearson   |
| 14 | 8-jun  | Tuborg 400              | Riverside International Raceway | Richard Petty   | Bobby Allison   | Benny Parsons   |
| 15 | 15-jun | Motor State 400         | Michigan International Speedway | David Pearson   | Richard Petty   | Dave Marcis     |
| 16 | 4-jul  | Firecracker 400         | Daytona International Speedway  | Richard Petty   | Buddy Baker     | Dave Marcis     |
| 17 | 20-jul | Nashville 420           | Music City Motorplex            | Cale Yarborough | Richard Petty   | Dave Marcis     |
| 18 | 3-aug  | Purolator 500           | Pocono Raceway                  | David Pearson   | Richard Petty   | Buddy Baker     |
| 19 | 17-aug | Talladega 500           | Talladega Superspeedway         | Buddy Baker     | Richard Petty   | Donnie Allison  |
| 20 | 24-aug | Champion Spark Plug 400 | Michigan International Speedway | Richard Petty   | David Pearson   | Cale Yarborough |
| 21 | 1-sep  | Southern 500            | Darlington Raceway              | Bobby Allison   | Richard Petty   | Dave Sisco      |
| 22 | 14-sep | Delaware 500            | Dover International Speedway    | Richard Petty   | Dick Brooks     | Benny Parsons   |
| 23 | 21-sep | Wilkes 400              | North Wilkesboro Speedway       | Richard Petty   | Cale Yarborough | Darrell Waltrip |
| 24 | 28-sep | Old Dominion 500        | Martinsville Speedway           | Dave Marcis     | Benny Parsons   | Bobby Allison   |
| 25 | 5-okt  | National 500            | Charlotte Motor Speedway        | Richard Petty   | David Pearson   | Buddy Baker     |
| 26 | 12-okt | Capital City 500        | Richmond International Raceway  | Darrell Waltrip | Lennie Pond     | Dick Brooks     |
| 27 | 19-okt | American 500            | Rockingham Speedway             | Cale Yarborough | Bobby Allison   | Dave Marcis     |
| 28 | 2-nov  | Volunteer 500           | Bristol Motor Speedway          | Richard Petty   | Lennie Pond     | Darrell Waltrip |
| 29 | 9-nov  | Dixie 500               | Atlanta Motor Speedway          | Buddy Baker     | Dave Marcis     | Richard Petty   |
| 30 | 23-nov | Los Angeles Times 500   | Ontario Motor Speedway          | Buddy Baker     | David Pearson   | Dave Marcis     |

## Classificação final - Top 10
| 1  | Richard Petty     | 4783 |
| 2  | Dave Marcis       | 4061 |
| 3  | James Hylton      | 3914 |
| 4  | Benny Parsons     | 3820 |
| 5  | Richard Childress | 3818 |
| 6  | Cecil Gordon      | 3702 |
| 7  | Darrell Waltrip   | 3462 |
| 8  | Elmo Langley      | 3399 |
| 9  | Cale Yarborough   | 3295 |
| 10 | Dick Brooks       | 3182 |